# Andrzej Rafałowicz
Andrzej Rafałowicz (Jędrzej Rafałowicz) (ur. 1736, zm. 27 maja 1823) – kupiec, bankier, ławnik, rajca i prezydent Warszawy, członek Kompanii Manufaktur Uprzywilejowanej w 1769 roku.

## Życiorys
Pochodził z rodziny ormiańskiej Był zamożnym kupcem, który posiadał kilka nieruchomości w Warszawie.
Andrzej Rafałowicz brał udział w ruchu politycznym mieszczan. Od 21 marca 1793 do 17 kwietnia 1794 i ponownie od 20 listopada 1794 do 25 lipca 1796 był prezydentem Warszawy (za drugim razem współrządził razem z Józefem Michałem Łukasiewiczem).